# Ernest Linton
Albert Ernest Linton, né le 17 février 1880 et mort le 6 août 1957, est un joueur amateur canadien de football qui a participé aux Jeux olympiques d'été de 1904.

## Biographie
Ernest Linton naît en Écosse. En 1904, il est membre de l'équipe du Galt F. C., qui remporte la médaille d'or lors du tournoi olympique de football. Lors de cette compétition, il joue deux matches en tant que gardien de but.

## Palmarès
- Médaille d'or aux Jeux olympiques d'été de 1904

## Source de la traduction
- (en) Cet article est partiellement ou en totalité issu de l’article de Wikipédia en anglais intitulé « Ernest Linton » (voir la liste des auteurs).